# عملیات پستانک
عملیات پستانک یک اقدام گسترده در زمینه شنود مکالمات تلفنی از اداره تحقیقات فدرال بود که در سال ۲۰۱۵ شروع به کار کرد و دربارهٔ فعالیت جنایی در وب تاریک تحقیق کرد. این بزرگ‌ترین عملیات از زمان عملیات Operation Torpedo بود.
بدافزار شناخته‌شده به نیروی انتظامی به عنوان تکنیک‌های جستجوی شبکه برای کشف آدرس‌های IP واقعی کاربران تور از یک وب سایت پورنوگرافی کودکان به نام Playpen استفاده شد.
ماهیت بین‌المللی این عملیات تعدادی از سوالات قانونی را در مورد حوزه قضایی بین‌المللی اف‌بی‌آی مطرح کرد و موضوع تحقیقات قانونی و روزنامه‌نگاری در حال انجام است.